# Live from the Sun
Live from the Sun es el tercer álbum en vivo de la banda estadounidense de hard rock y heavy metal Dokken, publicado en disco compacto en abril de 2000 por CMC International y en formato DVD a través del sello Arena Rock en noviembre del mismo año. Su grabación se realizó el 4 de noviembre de 1999 en el recinto Sun Theater de Anaheim, California, durante la gira promocional del álbum Erase the Slate, del cual solo se extrajeron dos temas y el resto son los mayores éxitos de la banda escritos en la década de los ochenta. La canción «Paris Is Burning» solo fue incluida en la versión japonesa del CD.

## Lista de canciones
| N.º | Título                | Escritor(es) | Duración |  |
| 1.  | «Erase the Slate»     |              | 4:21     |  |
| 2.  | «Kiss of Death»       |              | 5:21     |  |
| 3.  | «The Hunter»          |              | 3:59     |  |
| 4.  | «Into the Fire»       |              | 3:59     |  |
| 5.  | «Maddest Hatter»      |              | 5:01     |  |
| 6.  | «Too High to Fly»     |              | 13:50    |  |
| 7.  | «Breaking the Chains» |              | 4:07     |  |
| 8.  | «Paris Is Burning»    |              | 4:06     |  |
| 9.  | «Alone Again»         |              | 6:50     |  |
| 10. | «It's Not Love»       |              | 9:11     |  |
| 11. | «Tooth and Nail»      |              | 4:39     |  |
| 12. | «In My Dreams»        |              | 6:25     |  |

## Músicos
- Don Dokken: voz
- Reb Beach: guitarra líder
- Jeff Pilson: bajo
- Mick Brown: batería